# أيغافان (أرارات)
مدينة أيغافان (بالأرمينية:Այգավան) (بالإنجليزية: Aygavan)‏ هي إحدى المدن التابعة لمقاطعة أرارات في أرمينيا. يقدر عدد سكانها بـ 4427 نسمة حسب الإحصاء الذي جرى عام 2011.